# هنري دبليو. لورد
هنري دبليو. لورد (بالإنجليزية: Henry W. Lord)‏ هو دبلوماسي وسياسي أمريكي، ولد في 8 مارس 1821 في الولايات المتحدة، وتوفي في 25 يناير 1891 في نفس البلد. حزبياً، نشط في الحزب الجمهوري. وقد انتخب عضو مجلس النواب الأمريكي.